# Olympische Sommerspiele 1956/Kanu – Einer-Kajak 10.000 m (Männer)
Bei den Olympischen Spielen 1956 wurde am 30. November auf dem Lake Wendouree in der australischen Stadt Ballarat der Einer-Kajak-Wettbewerb über 10.000 m für Männer ausgetragen.
Der Schwede Gert Fredriksson gewann das Rennen vor dem Ungarn Ferenc Hatlaczky und dem Deutschen Michel Scheuer.

## Finale
| Rang | Name                | Nation             | Zeit        |
| ---- | ------------------- | ------------------ | ----------- |
| 1    | Gert Fredriksson    | Schweden           | 47:43,4 min |
| 2    | Ferenc Hatlaczky    | Ungarn             | 47:53,3 min |
| 3    | Michel Scheuer      | Deutschland        | 48:00,3 min |
| 4    | Thorvald Strömberg  | Finnland           | 48:15,8 min |
| 5    | Igor Pissarew       | Sowjetunion        | 49:58,2 min |
| 6    | Ladislav Čepčianský | Tschechoslowakei   | 50:08,2 min |
| 7    | Svend Frømming      | Dänemark           | 50:10,0 min |
| 8    | Knut Østby          | Norwegen           | 51:28,2 min |
| 9    | Max Baldwin         | Australien         | 51:49,7 min |
| 10   | Lloyd Rice          | Kanada             | 52:00,4 min |
| 11   | Robert O’Brien      | Vereinigte Staaten | 53:02,8 min |